# Mary Carmel Charles
Mary Carmel Charles (Beagle Bay, 15 luglio 1912 – Derby, 1999) è stata una scrittrice australiana.

## Biografia
È stata l'ultima madrelingua nyulnyul. Nella sua lingua e in inglese ha scritto Winin, che comprende anche un piccolo vocabolario. William McGregor dell'Università di Melbourne ha lavorato otto anni al suo fianco per ricostruire i dati sulla sua lingua, un dialetto aborigeno. Dalle loro ricerche è scaturito il volume Nyulnyul.